# Лесковщина (Роменский район)
Лесковщина (укр. Лісківщина) — село,
Артюховский сельский совет,
Роменский район,
Сумская область,
Украина.
Код КОАТУУ — 5924181402. Население по переписи 2001 года составляло 65 человек.

## Географическое положение
Село Лесковщина находится в 2-х км от левого берега реки Локня.
На расстоянии до 3-х км расположены сёла Локня, Хоминцы и Артюховка.

## Происхождение названия
На территории Украины 2 населённых пункта с названием Лесковщина.

## Экономика
- Молочно-товарная ферма.